# 熊谷隆
熊谷 隆（くまがい たかし、1967年 - ）は日本の数学者。専門は確率論。早稲田大学理工学術院教授・京都大学数理解析研究所数学連携センター特任教授・名誉教授、同元所長。

## 経歴
1989年、京都大学理学部数学科卒業。1991年同大学院修士課程修了。1994年京都大学博士(理学)。1992年大阪大学理学部助手、1995年名古屋大学多元数理科学研究科助教授、1999年京都大学大学院情報学研究科助教授、2001年京都大学数理解析研究所助教授を経て、2007年京都大学理学研究科教授、2010年京都大学数理解析研究所教授、2020年4月1日から京都大学数理解析研究所所長を務め、2022年早稲田大学理工学術院教授
フラクタル上の確率過程に関する一連の研究で知られている。

## 受賞・講演歴
- 1997年 - 日本数学会賞建部賞
- 2004年 - 日本数学会春季賞
- 2014年 - ICM招待講演（ソウル）[5]
- 2016年 - 井上学術賞
- 2017年
  - 第35回大阪科学賞（「複雑な系の上の確率過程と異常拡散現象の解析」）[6]
  - フンボルト賞

## 著書
- 『確率論 新しい解析学の流れ』（共立出版、2003）
- 『Random Walks on Disordered Media and their Scaling Limits』(Springer, 2014）